# SSID
SSID (англ. Service Set Identifier) - унікальне найменування бездротової мережі, що відрізняє одну мережу Wi-Fi від іншої. У налаштуваннях всіх пристроїв, які повинні працювати в одній бездротовій мережі, повинен бути зазначений однаковий SSID. SSID обирається адміністратором мережі самостійно і може містити до 32 символів. Значення SSID на клієнтському пристрої рівне «ANY» означає можливість підключення до будь-якої доступної мережі.